# Ulrich de Mont

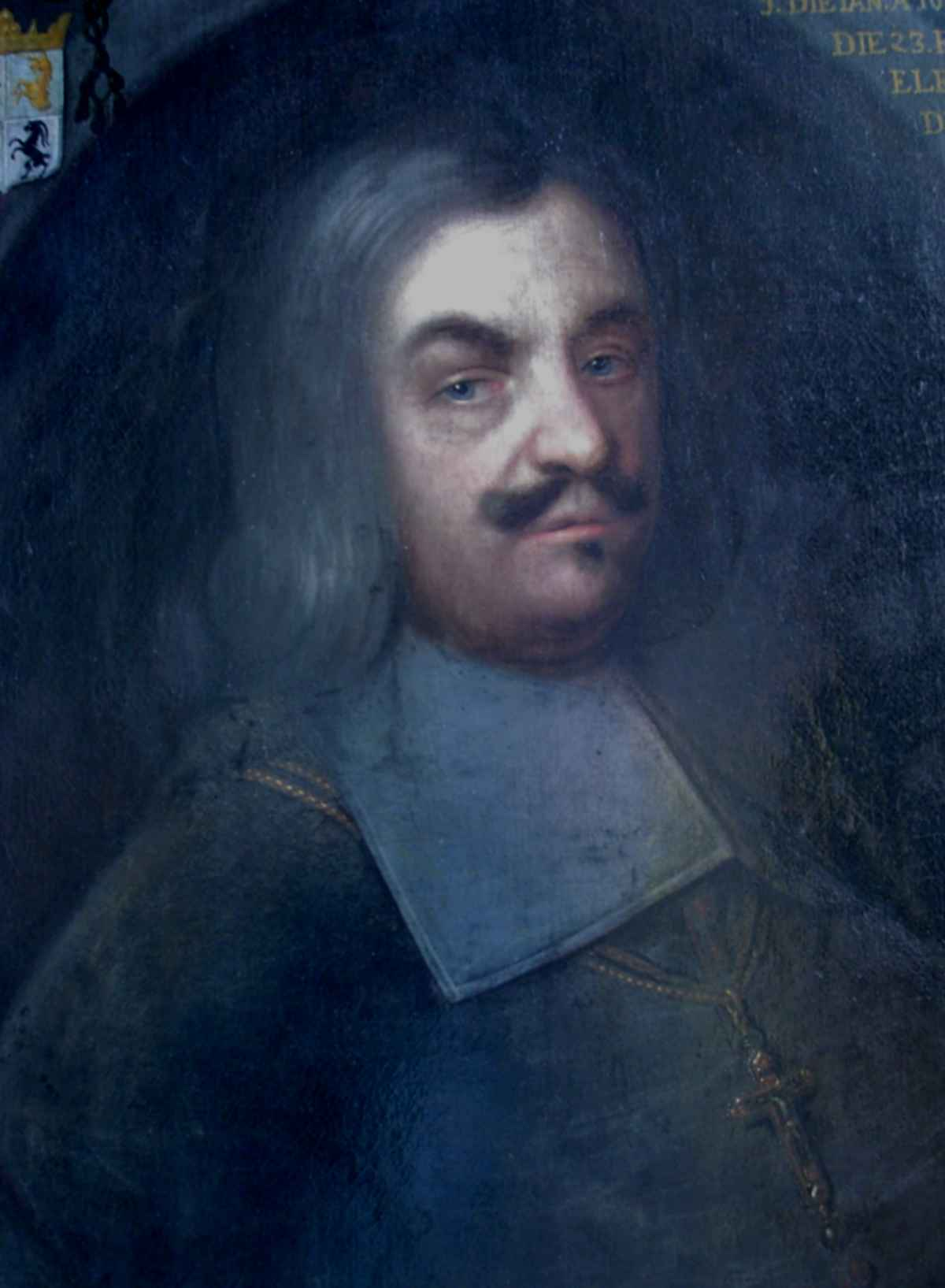
Ulrich de Mont (1624–1692) Fürstbischof von Chur 1661–1692

Ulrich de Mont (Demont) (* 1. Januar 1624 in Vella, Val Lumnezia (deutsch: Lugnez); † 28. Februar 1692 in Chur) war römisch-katholischer Bischof des Bistums Chur.

## Familie
Die Bündner Adelsfamilie Mont (von Mont, de Mont, Demont) wird bereits um 1300 in Sumvitg erwähnt. Heinrich von Mont, um 1372 in Vella genannt, soll Stammvater sein, möglich sind aus seinen drei Söhnen Burkhard, Rudolf und Wilhelm, die in der ersten Hälfte des 15. Jahrhunderts genannt werden, Linien hervorgegangen. Gallus von Mont (1537–1608) und Hanns von Mont (1557–1604 genannt) waren Söhne von Wilhelm von Mont und der Klara von Jochberg. Lucius de Mont, Sohn des Hanns aus seiner zweiten Ehe mit Perpetua von Schauenstein, war Landammann (Bürgermeister) des Hochgerichts Lugnenz. In den Jahren von 1613 bis 1632 war er viermal Landrichter des Grauen Bundes; er war Oberst in französischen Diensten. Sein Sohn Albert, Landschreiber des Grauen Bundes, war der Vater von Ulrich de Mont.

## Leben
Ulrich de Mont war der Sohn des Landschreibers Albert de Mont und seiner Ehefrau Margaretha de Marmels. Er besuchte die Schule im Kloster Disentis. Ab 1639 studierte er Philosophie an der Universität Dillingen an der Donau, das Studium schloss er im Jahre 1646 als Magister ab. Sein Eintritt in den Jesuitenorden wurde von der Propagandakongregation abgelehnt. Am 16. September 1649 empfing er in der Kathedrale Mariä Himmelfahrt in Chur die Priesterweihe und war er von 1650 bis 1656 Seelsorger in Domat/Ems. 1656 verzichtete sein Onkel auf die Pfrund als Domkantor, die auf seinen Neffen übertragen wurde.
Am 23. Februar 1661 wählte das Churer Domkapitel Ulrich de Mont als Nachfolger des am  24. Januar 1661 verstorbenen Johann Flugi von Aspermont zum neuen Bischof von Chur. Die Wahl bestätigte Papst Alexander VII. am 19. Dezember 1661. Die Bischofsweihe spendete ihm am 14. Dezember 1636 in der Kathedrale zu Chur der Apostolische Nuntius in der Schweiz, Erzbischof Federico Borromeo, ein Cousin des Heiligen Carl Borromeo. Am 16. Juni 1663 erhielt er von Kaiser Leopold I. die Reichsregalien. Er war der erste Bischof, der wieder vom Gotteshausbund anerkannt wurde. Die Hauptaufgabe in seinem Bistum sah er in der Visitation seiner Gemeinden und Organisationen. Diese Visitation verweigerten ihm allerdings die Frauenklöster (Dominikanerinnen von Maria Steinach bei Algund und die Franziskanerinnen von St. Klara in Meran) unter Berufung auf ihre Eigenständigkeit. Auf Vermittlung der Nuntiatur hin lenkten die Nonnen ein, was den Bischof aber nicht davon abhielt, die Priorin und den Beichtvater zu exkommunizieren, was er jedoch später wieder aufhob. Für das Benediktinerinnenkloster St. Johann in Müstair erliess er 1670 neue Statuten zur Klosterreform.
Bischof Ulrich VI. von Mont starb am 28. Februar 1692 in Chur und wurde in der Krypta der Mariä Himmelfahrt-Kathedrale in Chur beigesetzt.

## Bischofswappen

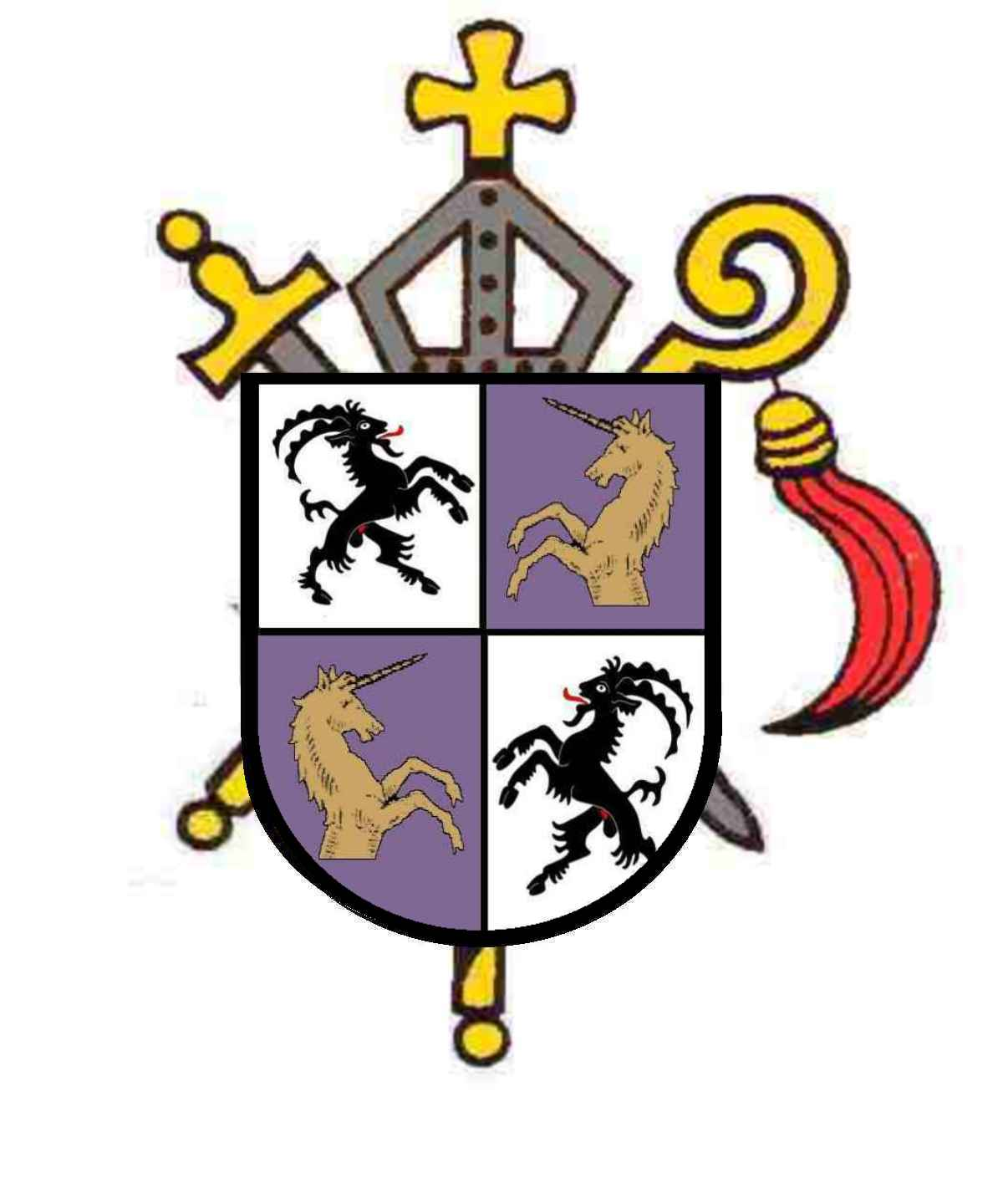
Wappen des Fürstbischofs Ulrich VI. de Mont

Der Wappenschild des Bischofs viergeteilt zeigt in Feld 1 und 4 auf weiss/silbernem Grund einen schwarzen Alpensteinbock, rechts/links gestellt, das Wappen des Fürstbistums Chur (Gotteshausbund); in Feld 2 und 3 auf blauem Grund ein halbes goldenes Einhorn, das Familienwappen Mont ebenfalls rechts/links gestellt. Mitra, Bischofsstab und Schwert, die Insignien geistlicher und weltlicher Macht, umrahmen den Wappenschild.